# جيم كوتس (لاعب كرة قاعدة)
جيم كوتس (بالإنجليزية: Jim Coates)‏ هو لاعب كرة قاعدة أمريكي، ولد في 4 أغسطس 1932 في فارنهام ‏ في الولايات المتحدة.

## وصلات خارجية
- جيم كوتس على موقع دوري كرة القاعدة الرئيسي (الإنجليزية)
- جيم كوتس على موقعبيزبول رفرنس.كوم (الدوري الرئيسي) (الإنجليزية)
- جيم كوتس على موقعبيزبول رفرنس.كوم (الدوري الثانوي) (الإنجليزية)